# Григор'єв Олександр (старшина)
Олекса́ндр Григо́р'єв (? — † 1919/1920) — начальник дивізії Дієвої армії УНР.

## З життєпису
Останнє звання у російській армії — прапорщик.
У листопаді 1917—1918 рр. — ад'ютант полку ім. Костя Гордієнка військ Центральної Ради, згодом — Армії УНР, створеного на Західному фронті (згодом — 1-го кінно-гайдамацького ім. К. Гордієнка).
Навесні 1919 р. — отаман 3-ї повстанської дивізії на Київщині, з якою у липні 1919 р. приєднався до повстанської групи Ю. Тютюнника. Станом на 16 серпня 1919 р. — начальник 5-ї Селянської дивізії Дієвої армії УНР, згодом — командир бригади Збірної Київської дивізії Дієвої армії УНР.
Помер від сухот.